# Paul Linke
Paul Rudolph Linke (* 29. Juni 1844 in Breslau; † 1917 in Charlottenburg bei Berlin) war ein deutscher Genre-, Landschafts- und Porträtmaler.

## Leben
Linke studierte an der Königlichen Akademie der bildenden Künste in Dresden und in den Jahren von 1869 bis 1872 an der Berliner Akademie der Künste. Er fertigte mehrere Altarbilder für Kirchen in Brockau, Grünberg und Reichenbach, oder die Kreuzwegstationen im Kloster zum Guten Hirten in Breslau oder für mehrere Schlösser des  schlesischen Adels. Er unternahm mehrere Studienreisen, die ihn unter anderem nach Nordafrika und nach Italien führten. Anschließend ließ er sich in Berlin nieder. Einige seiner Werke wurden in Kunstauktionen versteigert.

## Werke (Auswahl)

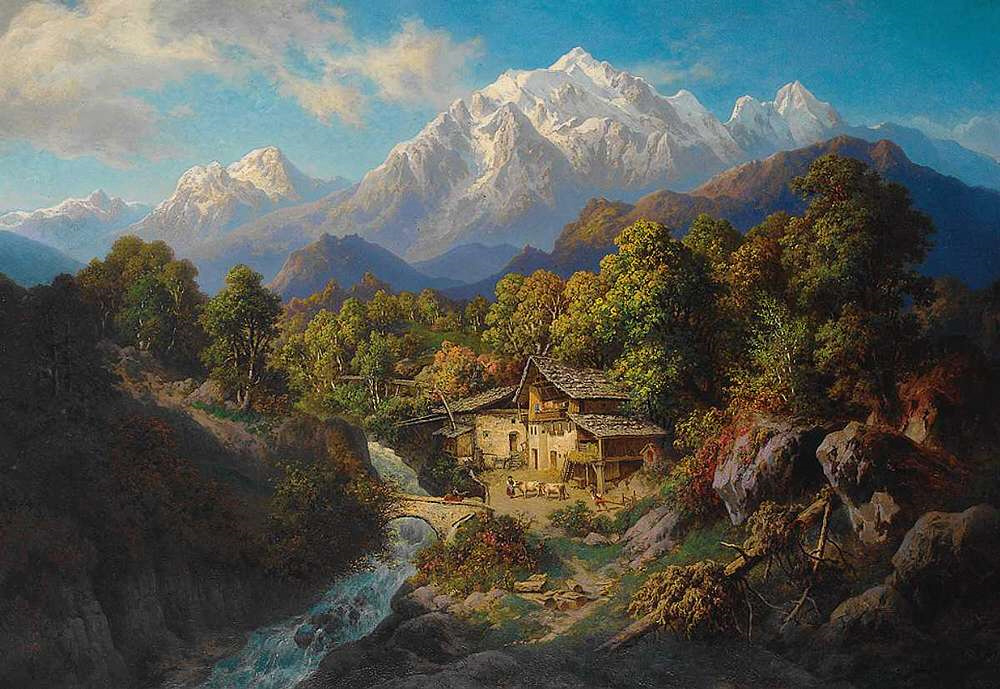
Landschaft aus Südtirol mit Blick auf die Marmolata

- Durch die Wüste Judäa am Toten Meer
- Flussüberquerung bei Luxor in Oberägypten 54 × 77 cm (Öl auf Leinwand)
- Nahe Luxor, Oberägypten 52 × 77 cm (Öl auf Leinwand)
- Landschaft aus Südtirol mit Blick auf die Marmolata
- Abendstimmung über der römischen Campagna mit Ruinen der Aqua Claudia im Hintergrund der Monte Genaro 50,4 × 103,3 cm (Öl auf Leinwand)[3]